# Mobila Gymnasiet
Mobila Gymnasiet  var ett gymnasium som startade 1998 i Stockholm, som sedan utökades med tre ytterligare skolor. Totalt blev det fyra skolor med två belägna i Stockholm, en i Göteborg och en i Malmö.
År 2003 försattes K-World, som ägde Mobila Gymnasiet, i konkurs och då gick Kunskapsskolan in och köpte skolan. Skolan går idag under namnet Kunskapsgymnasiet och Mobila Gymnasiets koncept är bortplockat. 
Mobila Gymnasiet byggde på distansstudier där eleverna läste hälften av tiden på distans med den bärbara datorn som redskap för att genomföra kursernas alla moment. På skolans utbildningsplattform LUVIT, som var deras huvudresurs, fanns alla kurser upplagda och med möjlighet till chatt, prov, forum och även uppgiftsinlämning. Kurserna byggde på så kallade moduler som skulle genomföras för att man skulle kunna gå vidare i kursen.  
Mobila Gymnasiets utbildningskoncept kritiserades ofta då Skolverket inte tyckte att skolan främjade den sociala utvecklingen hos varje individ som det står skrivet i skolförordningen. Kritiken var också stark när det gällde den stora frihet som eleverna fick och därmed hade svårt att nå upp till betygsmål om de inte hade tillräckligt mycket studiedisciplin.